# NGC 2294
NGC 2294 je galaksija u zviježđu Blizancima.

## Vanjske poveznice
- SEDS: NGC 2294